# Irini Terzoglou
Irini Chrysovalado Terzoglou (in greco Ειρήνη Τερζόγλου?; Serres, 2 febbraio 1979) è un'ex pesista greca.

## Palmarès
| Anno | Manifestazione          | Sede    | Evento         | Risultato | Prestazione | Note |
| ---- | ----------------------- | ------- | -------------- | --------- | ----------- | ---- |
| 2001 | Giochi del Mediterraneo | Tunisi  | Getto del peso | Argento   | 16,97 m     |      |
| 2003 | Mondiali                | Parigi  | Getto del peso | 12ª       | 17,88 m     |      |
| 2004 | Olimpiadi               | Atene   | Getto del peso | 18ª       | 17,34 m     |      |
| 2009 | Giochi del Mediterraneo | Pescara | Getto del peso | 4ª        | 16,94 m     |      |